# Isla de Bering
La isla de Bering (del ruso: Остров Беринга, Óstrov Béringa), es una isla rusa localizada en aguas del mar de Bering, frente a la península de Kamchatka, perteneciente al grupo de islas del Comandante. 
Administrativamente, pertenece al krai de Kamchatka, de la Federación de Rusia.

## Historia

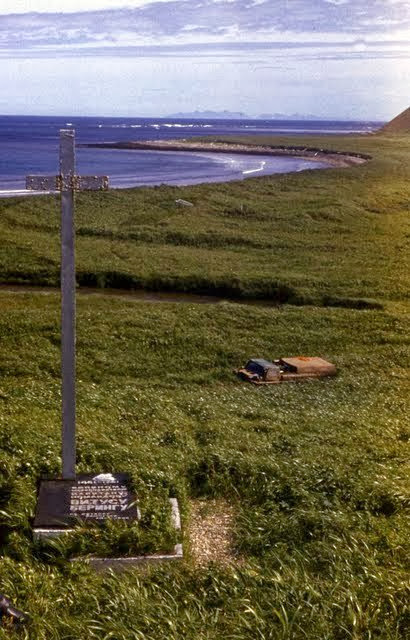
Tumba de Vitus Bering.

En 1741 Vitus Bering, navegante danés al servicio del Imperio ruso, al mando del Svyatoy Pyotr (San Pedro) naufragó y murió de escorbuto en isla de Bering, junto con 28 de sus hombres.

## Geografía
Con 90 kilómetros de largo y 20 de ancho y una superficie de 1660 km², es la más grande de las islas del grupo de las islas del Comandante. Anteriormente era conocida como isla Avacha. A 4 km al noroeste de isla de Bering, se encuentra la pequeña isla Toporkov («Ostrov Toporkov»), una isla casi circular con un diámetro de unos 800 m 
Es un territorio aislado con un clima duro. El terreno es irregular y no hay árboles. Aunque hasta 1825 no hubo habitantes permanentes en la isla, sigue habitada, siendo el principal asentamiento Nikolskoye, con entre 600 y 800 habitantes, 300 de ellos de origen aleutiano. La principal actividad económica es la pesca. 
La isla también es conocida como la isla flotante por su localización flotando en la línea internacional de cambio de fecha.
Las costas de la isla de Bering forman un hábitat natural para la nutria de mar. La isla es también famosa por su colonias marinas.

### Clima
| Parámetros climáticos promedio de Isla de Bering (1991-2020) | Parámetros climáticos promedio de Isla de Bering (1991-2020) | Parámetros climáticos promedio de Isla de Bering (1991-2020) | Parámetros climáticos promedio de Isla de Bering (1991-2020) | Parámetros climáticos promedio de Isla de Bering (1991-2020) | Parámetros climáticos promedio de Isla de Bering (1991-2020) | Parámetros climáticos promedio de Isla de Bering (1991-2020) | Parámetros climáticos promedio de Isla de Bering (1991-2020) | Parámetros climáticos promedio de Isla de Bering (1991-2020) | Parámetros climáticos promedio de Isla de Bering (1991-2020) | Parámetros climáticos promedio de Isla de Bering (1991-2020) | Parámetros climáticos promedio de Isla de Bering (1991-2020) | Parámetros climáticos promedio de Isla de Bering (1991-2020) | Parámetros climáticos promedio de Isla de Bering (1991-2020) |
| Mes                                                          | Ene.                                                         | Feb.                                                         | Mar.                                                         | Abr.                                                         | May.                                                         | Jun.                                                         | Jul.                                                         | Ago.                                                         | Sep.                                                         | Oct.                                                         | Nov.                                                         | Dic.                                                         | Anual                                                        |
| ------------------------------------------------------------ | ------------------------------------------------------------ | ------------------------------------------------------------ | ------------------------------------------------------------ | ------------------------------------------------------------ | ------------------------------------------------------------ | ------------------------------------------------------------ | ------------------------------------------------------------ | ------------------------------------------------------------ | ------------------------------------------------------------ | ------------------------------------------------------------ | ------------------------------------------------------------ | ------------------------------------------------------------ | ------------------------------------------------------------ |
| Temp. máx. abs. (°C)                                         | 5.4                                                          | 5.1                                                          | 8.8                                                          | 10.2                                                         | 13.6                                                         | 21.5                                                         | 21.4                                                         | 21.0                                                         | 18.5                                                         | 13.1                                                         | 9.2                                                          | 7.4                                                          | 21.5                                                         |
| Temp. máx. media (°C)                                        | -1.6                                                         | -1.7                                                         | -0.5                                                         | 1.3                                                          | 4.6                                                          | 7.8                                                          | 11.0                                                         | 12.9                                                         | 11.5                                                         | 7.2                                                          | 2.6                                                          | -0.6                                                         | 4.5                                                          |
| Temp. media (°C)                                             | -3.1                                                         | -3.2                                                         | -2.0                                                         | -0.1                                                         | 2.8                                                          | 5.9                                                          | 9.3                                                          | 11.3                                                         | 9.9                                                          | 5.7                                                          | 1.1                                                          | -2.1                                                         | 3                                                            |
| Temp. mín. media (°C)                                        | -5.2                                                         | -5.2                                                         | -4.0                                                         | -1.6                                                         | 1.4                                                          | 4.5                                                          | 8.1                                                          | 10.0                                                         | 8.2                                                          | 3.8                                                          | -0.8                                                         | -4.0                                                         | 1.3                                                          |
| Temp. mín. abs. (°C)                                         | -21.0                                                        | -23.5                                                        | -21.9                                                        | -13.9                                                        | -9.6                                                         | -2.3                                                         | -0.5                                                         | -0.1                                                         | -2.9                                                         | -8.5                                                         | -15.4                                                        | -19.9                                                        | -23.5                                                        |
| Precipitación total (mm)                                     | 63                                                           | 53                                                           | 46                                                           | 39                                                           | 38                                                           | 32                                                           | 39                                                           | 63                                                           | 71                                                           | 91                                                           | 82                                                           | 62                                                           | 679                                                          |
| Días de precipitaciones (≥ 1 mm)                             | 13.8                                                         | 12.7                                                         | 11.4                                                         | 9.6                                                          | 7.7                                                          | 6.2                                                          | 7.6                                                          | 10.4                                                         | 10.8                                                         | 14.2                                                         | 15.0                                                         | 15.1                                                         | 134.5                                                        |
| Horas de sol                                                 | 31.0                                                         | 56.5                                                         | 99.2                                                         | 120.0                                                        | 102.3                                                        | 84.0                                                         | 74.4                                                         | 108.5                                                        | 123.0                                                        | 111.6                                                        | 54.0                                                         | 27.9                                                         | 992.4                                                        |
| Fuente n.º 1: Погода и климат                                |                                                              |                                                              |                                                              |                                                              |                                                              |                                                              |                                                              |                                                              |                                                              |                                                              |                                                              |                                                              |                                                              |
| Fuente n.º 2: allmetsat.com                                  |                                                              |                                                              |                                                              |                                                              |                                                              |                                                              |                                                              |                                                              |                                                              |                                                              |                                                              |                                                              |                                                              |